# Élections municipales de 2026 en Gironde
Pour un article plus général, voir Élections municipales françaises de 2026.
Les élections municipales en Gironde sont prévues en mars 2026. Cette page ne traite que les communes de 4 000 habitants et plus en Gironde.

## Résultats à l'échelle du département

### Maires sortants et maires élus
| Commune                   | Population (en 2022) | Maire sortant(e)                  | Parti | Parti | Maire élu(e) | Parti | Parti |
| ------------------------- | -------------------- | --------------------------------- | ----- | ----- | ------------ | ----- | ----- |
| Ambarès-et-Lagrave        | 17 298               | Nordine Guendez                   |       | PS    |              |       |       |
| Andernos-les-Bains        | 12 614               | Jean-Yves Rosazza                 |       | SE    |              |       |       |
| Arcachon                  | 10 895               | Yves Foulon                       |       | LR    |              |       |       |
| Arès                      | 6 477                | Xavier Daney                      |       | SE    |              |       |       |
| Arsac                     | 4 040                | Frédéric Aurier                   |       | DVD   |              |       |       |
| Artigues-près-Bordeaux    | 8 623                | Alain Garnier                     |       | LÉ    |              |       |       |
| Audenge                   | 9 550                | Nathalie Le Yondre                |       | PS    |              |       |       |
| Le Barp                   | 5 713                | Blandine Sarrazin                 |       | DVC   |              |       |       |
| Bassens                   | 8 132                | Alexandre Rubio                   |       | PS    |              |       |       |
| Bazas                     | 4 819                | Isabelle Dexpert                  |       | PS    |              |       |       |
| Bègles                    | 30 968               | Clément Rossignol Puech           |       | LÉ    |              |       |       |
| Belin-Béliet              | 6 205                | Cyrille Declercq                  |       | PS    |              |       |       |
| Biganos                   | 11 303               | Bruno Lafon                       |       | SE    |              |       |       |
| Blanquefort               | 16 786               | Véronique Ferreira                |       | PS    |              |       |       |
| Blaye                     | 5 017                | Denis Baldès                      |       | DVG   |              |       |       |
| Bordeaux                  | 265 328              | Pierre Hurmic                     |       | LÉ    |              |       |       |
| Le Bouscat                | 24 262               | Patrick Bobet                     |       | LR    |              |       |       |
| La Brède                  | 4 423                | Michel Dufranc                    |       | Agir  |              |       |       |
| Bruges                    | 20 382               | Brigitte Terraza                  |       | DVG   |              |       |       |
| Cadaujac                  | 6 784                | Francis Gazeau                    |       | LR    |              |       |       |
| Canéjan                   | 5 836                | Bernard Garrigou                  |       | PS    |              |       |       |
| Carbon-Blanc              | 8 342                | Patrick Labesse                   |       | LÉ    |              |       |       |
| Carignan-de-Bordeaux      | 4 312                | Thierry Genetay                   |       | SE    |              |       |       |
| Castelnau-de-Médoc        | 4 850                | Éric Arrigoni                     |       | DVC   |              |       |       |
| Cenon                     | 26 784               | Jean-François Egron               |       | PS    |              |       |       |
| Cestas                    | 16 757               | Pierre Ducout                     |       | PS    |              |       |       |
| Coutras                   | 8 695                | Jérôme Cosnard                    |       | DVD   |              |       |       |
| Créon                     | 4 863                | Sylvie Desmond                    |       | DVG   |              |       |       |
| Eysines                   | 24 436               | Christine Bost                    |       | PS    |              |       |       |
| Floirac                   | 17 939               | Jean-Jacques Puyobrau             |       | PS    |              |       |       |
| Gradignan                 | 26 186               | Michel Labardin                   |       | DVD   |              |       |       |
| Gujan-Mestras             | 22 643               | Marie-Hélène des Esgaulx          |       | DVD   |              |       |       |
| Le Haillan                | 11 499               | Andréa Kiss                       |       | G·s   |              |       |       |
| Hourtin                   | 4 028                | Jean-Marc Signoret                |       | DVD   |              |       |       |
| Izon                      | 6 347                | Laurent de Launay                 |       | PS    |              |       |       |
| Lacanau                   | 5 389                | Laurent Peyrondet                 |       | MoDem |              |       |       |
| Langon                    | 7 523                | Jérôme Guillem                    |       | PS    |              |       |       |
| Lanton                    | 7 315                | Marie Larrue                      |       | DVD   |              |       |       |
| Lège-Cap-Ferret           | 8 051                | Philippe Le Harivel de Gonneville |       | DVD   |              |       |       |
| Léognan                   | 10 723               | Laurent Barban                    |       | PS    |              |       |       |
| Lesparre-Médoc            | 5 862                | Bernard Guiraud                   |       | DVG   |              |       |       |
| Libourne                  | 24 668               | Philippe Buisson                  |       | DVG   |              |       |       |
| Lormont                   | 24 654               | Jean Touzeau                      |       | PS    |              |       |       |
| Ludon-Médoc               | 5 466                | Philippe Ducamp                   |       | DVG   |              |       |       |
| Macau                     | 4 575                | Chrystel Colmont-Digneau          |       | DVG   |              |       |       |
| Marcheprime               | 5 637                | Manuel Martinez                   |       | PS    |              |       |       |
| Martignas-sur-Jalle       | 7 959                | Jérôme Pescina                    |       | DVD   |              |       |       |
| Mérignac                  | 77 136               | Thierry Trijoulet                 |       | PS    |              |       |       |
| Mios                      | 11 756               | Cédric Pain                       |       | PS    |              |       |       |
| Parempuyre                | 10 407               | Béatrice de François              |       | PS    |              |       |       |
| Pauillac                  | 5 165                | Florent Fatin                     |       | UDI   |              |       |       |
| Pessac                    | 66 874               | Franck Raynal                     |       | HOR   |              |       |       |
| Le Pian-Médoc             | 7 198                | Didier Mau                        |       | LR    |              |       |       |
| Pineuilh                  | 4 447                | Didier Teyssandier                |       | DVD   |              |       |       |
| La Réole                  | 4 441                | Bruno Marty                       |       | PP    |              |       |       |
| Sadirac                   | 4 718                | Patrick Gomez                     |       | DVD   |              |       |       |
| Saint-André-de-Cubzac     | 12 786               | Célia Monseigne                   |       | PS    |              |       |       |
| Saint-Aubin-de-Médoc      | 7 764                | Christophe Duprat                 |       | LR    |              |       |       |
| Saint-Denis-de-Pile       | 5 916                | Fabienne Fonteneau                |       | PS    |              |       |       |
| Saint-Jean-d'Illac        | 9 702                | Édouard Quintano                  |       | DVG   |              |       |       |
| Saint-Laurent-Médoc       | 4 950                | Jean-Marie Féron                  |       | DVD   |              |       |       |
| Saint-Loubès              | 10 057               | Emmanuelle Favre                  |       | SE    |              |       |       |
| Saint-Médard-en-Jalles    | 32 749               | Stéphane Delpeyrat-Vincent        |       | PS    |              |       |       |
| Saint-Sulpice-et-Cameyrac | 4 879                | Pierre Cotsas                     |       | SE    |              |       |       |
| Sainte-Eulalie            | 4 922                | Hubert Laporte                    |       | UDI   |              |       |       |
| Salles                    | 8 128                | Bruno Bureau                      |       | PP    |              |       |       |
| Le Taillan-Médoc          | 10 966               | Éric Cabrillat                    |       | DVC   |              |       |       |
| Talence                   | 45 869               | Emmanuel Sallaberry               |       | DVC   |              |       |       |
| Le Teich                  | 9 213                | Karine Desmoulin                  |       | PS    |              |       |       |
| La Teste-de-Buch          | 27 141               | Patrick Davet                     |       | LR    |              |       |       |
| Tresses                   | 5 188                | Christian Soubie                  |       | DVG   |              |       |       |
| Vayres                    | 4 414                | Jacques Legrand                   |       | SE    |              |       |       |
| Villenave-d'Ornon         | 42 185               | Michel Poignonec                  |       | DVD   |              |       |       |

### Résultats en nombre de maires
| Partis       | Partis                               | Maires sortants | Maires élus | Évolution |
| ------------ | ------------------------------------ | --------------- | ----------- | --------- |
|              | Parti socialiste                     | 23              |             |           |
|              | Divers gauche                        | 9               |             |           |
|              | Les Écologistes                      | 4               |             |           |
|              | Place publique                       | 2               |             |           |
|              | Génération.s                         | 1               |             |           |
| Total gauche | Total gauche                         | 39              |             |           |
|              | Divers droite                        | 12              |             |           |
|              | Les Républicains                     | 6               |             |           |
| Total droite | Total droite                         | 18              |             |           |
|              | Divers centre                        | 4               |             |           |
|              | Union des démocrates et indépendants | 2               |             |           |
|              | Agir                                 | 1               |             |           |
|              | Horizons                             | 1               |             |           |
|              | Mouvement démocrate                  | 1               |             |           |
| Total centre | Total centre                         | 9               |             |           |
|              | Sans étiquette                       | 7               |             |           |
| Total        | Total                                | 73              | 73          | -         |

## Résultats dans les communes de plus de 4 000 habitants

### Ambarès-et-Lagrave
- Maire sortant : Nordine Guendez (PS)
- 33 sièges à pourvoir au conseil municipal (population légale 2022 : 17 298 habitants)
- 2 sièges à pourvoir au conseil communautaire (Bordeaux Métropole)

| Tête de liste | Tête de liste | Parti(s) | Nuance | Premier tour | Premier tour | Second tour | Second tour | Sièges | Sièges |
| Tête de liste | Tête de liste | Parti(s) | Nuance | Voix         | %            | Voix        | %           | CM     | CC     |
| ------------- | ------------- | -------- | ------ | ------------ | ------------ | ----------- | ----------- | ------ | ------ |

### Andernos-les-Bains
- Maire sortant : Jean-Yves Rosazza (SE)
- 33 sièges à pourvoir au conseil municipal (population légale 2022 : 12 614 habitants)
- 6 sièges à pourvoir au conseil communautaire (CA du Bassin d'Arcachon Nord)

| Tête de liste | Tête de liste | Parti(s) | Nuance | Premier tour | Premier tour | Second tour | Second tour | Sièges | Sièges |
| Tête de liste | Tête de liste | Parti(s) | Nuance | Voix         | %            | Voix        | %           | CM     | CC     |
| ------------- | ------------- | -------- | ------ | ------------ | ------------ | ----------- | ----------- | ------ | ------ |

### Arcachon
- Maire sortant : Yves Foulon (LR)
- 33 sièges à pourvoir au conseil municipal (population légale 2022 : 10 895 habitants)
- 7 sièges à pourvoir au conseil communautaire (CA Bassin d'Arcachon Sud)

| Tête de liste | Tête de liste | Parti(s) | Nuance | Premier tour | Premier tour | Second tour | Second tour | Sièges | Sièges |
| Tête de liste | Tête de liste | Parti(s) | Nuance | Voix         | %            | Voix        | %           | CM     | CC     |
| ------------- | ------------- | -------- | ------ | ------------ | ------------ | ----------- | ----------- | ------ | ------ |

### Arès
- Maire sortant : Xavier Daney (SE)
- 29 sièges à pourvoir au conseil municipal (population légale 2022 : 6 477 habitants)
- 4 sièges à pourvoir au conseil communautaire (CA du Bassin d'Arcachon Nord)

| Tête de liste | Tête de liste | Parti(s) | Nuance | Premier tour | Premier tour | Second tour | Second tour | Sièges | Sièges |
| Tête de liste | Tête de liste | Parti(s) | Nuance | Voix         | %            | Voix        | %           | CM     | CC     |
| ------------- | ------------- | -------- | ------ | ------------ | ------------ | ----------- | ----------- | ------ | ------ |

### Arsac
- Maire sortant : Frédéric Aurier (DVD)
- 27 sièges à pourvoir au conseil municipal (population légale 2022 : 4 040 habitants)
- 4 sièges à pourvoir au conseil communautaire (CC Médoc Estuaire)

| Tête de liste | Tête de liste | Parti(s) | Nuance | Premier tour | Premier tour | Second tour | Second tour | Sièges | Sièges |
| Tête de liste | Tête de liste | Parti(s) | Nuance | Voix         | %            | Voix        | %           | CM     | CC     |
| ------------- | ------------- | -------- | ------ | ------------ | ------------ | ----------- | ----------- | ------ | ------ |

### Artigues-près-Bordeaux
- Maire sortant : Alain Garnier (LÉ)
- 29 sièges à pourvoir au conseil municipal (population légale 2022 : 8 623 habitants)
- 1 siège à pourvoir au conseil communautaire (Bordeaux Métropole)

| Tête de liste | Tête de liste | Parti(s) | Nuance | Premier tour | Premier tour | Second tour | Second tour | Sièges | Sièges |
| Tête de liste | Tête de liste | Parti(s) | Nuance | Voix         | %            | Voix        | %           | CM     | CC     |
| ------------- | ------------- | -------- | ------ | ------------ | ------------ | ----------- | ----------- | ------ | ------ |

### Audenge
- Maire sortante : Nathalie Le Yondre (PS)
- 29 sièges à pourvoir au conseil municipal (population légale 2022 : 9 550 habitants)
- 4 sièges à pourvoir au conseil communautaire (CA du Bassin d'Arcachon Nord)

| Tête de liste | Tête de liste | Parti(s) | Nuance | Premier tour | Premier tour | Second tour | Second tour | Sièges | Sièges |
| Tête de liste | Tête de liste | Parti(s) | Nuance | Voix         | %            | Voix        | %           | CM     | CC     |
| ------------- | ------------- | -------- | ------ | ------------ | ------------ | ----------- | ----------- | ------ | ------ |

### Le Barp
- Maire sortante : Blandine Sarrazin (DVC)
- 29 sièges à pourvoir au conseil municipal (population légale 2022 : 5 713 habitants)
- 7 sièges à pourvoir au conseil communautaire (CC du Val de l'Eyre)

| Tête de liste | Tête de liste | Parti(s) | Nuance | Premier tour | Premier tour | Second tour | Second tour | Sièges | Sièges |
| Tête de liste | Tête de liste | Parti(s) | Nuance | Voix         | %            | Voix        | %           | CM     | CC     |
| ------------- | ------------- | -------- | ------ | ------------ | ------------ | ----------- | ----------- | ------ | ------ |

### Bassens
- Maire sortant : Alexandre Rubio (PS)
- 29 sièges à pourvoir au conseil municipal (population légale 2022 : 8 132 habitants)
- 1 siège à pourvoir au conseil communautaire (Bordeaux Métropole)

| Tête de liste | Tête de liste | Parti(s) | Nuance | Premier tour | Premier tour | Second tour | Second tour | Sièges | Sièges |
| Tête de liste | Tête de liste | Parti(s) | Nuance | Voix         | %            | Voix        | %           | CM     | CC     |
| ------------- | ------------- | -------- | ------ | ------------ | ------------ | ----------- | ----------- | ------ | ------ |

### Bazas
- Maire sortante : Isabelle Dexpert (PS)
- 27 sièges à pourvoir au conseil municipal (population légale 2022 : 4 819 habitants)
- 14 sièges à pourvoir au conseil communautaire (CC du Bazadais)

| Tête de liste | Tête de liste | Parti(s) | Nuance | Premier tour | Premier tour | Second tour | Second tour | Sièges | Sièges |
| Tête de liste | Tête de liste | Parti(s) | Nuance | Voix         | %            | Voix        | %           | CM     | CC     |
| ------------- | ------------- | -------- | ------ | ------------ | ------------ | ----------- | ----------- | ------ | ------ |

### Bègles
- Maire sortant : Clément Rossignol Puech (LÉ)
- 39 sièges à pourvoir au conseil municipal (population légale 2022 : 30 968 habitants)
- 3 sièges à pourvoir au conseil communautaire (Bordeaux Métropole)

| Tête de liste | Tête de liste | Parti(s) | Nuance | Premier tour | Premier tour | Second tour | Second tour | Sièges | Sièges |
| Tête de liste | Tête de liste | Parti(s) | Nuance | Voix         | %            | Voix        | %           | CM     | CC     |
| ------------- | ------------- | -------- | ------ | ------------ | ------------ | ----------- | ----------- | ------ | ------ |

### Belin-Béliet
- Maire sortant : Cyrille Declercq (PS)
- 29 sièges à pourvoir au conseil municipal (population légale 2022 : 6 205 habitants)
- 7 sièges à pourvoir au conseil communautaire (CC du Val de l'Eyre)

| Tête de liste | Tête de liste | Parti(s) | Nuance | Premier tour | Premier tour | Second tour | Second tour | Sièges | Sièges |
| Tête de liste | Tête de liste | Parti(s) | Nuance | Voix         | %            | Voix        | %           | CM     | CC     |
| ------------- | ------------- | -------- | ------ | ------------ | ------------ | ----------- | ----------- | ------ | ------ |

### Biganos
- Maire sortant : Bruno Lafon (SE)
- 33 sièges à pourvoir au conseil municipal (population légale 2022 : 11 303 habitants)
- 6 sièges à pourvoir au conseil communautaire (CA du Bassin d'Arcachon Nord)

| Tête de liste | Tête de liste | Parti(s) | Nuance | Premier tour | Premier tour | Second tour | Second tour | Sièges | Sièges |
| Tête de liste | Tête de liste | Parti(s) | Nuance | Voix         | %            | Voix        | %           | CM     | CC     |
| ------------- | ------------- | -------- | ------ | ------------ | ------------ | ----------- | ----------- | ------ | ------ |

### Blanquefort
- Maire sortante : Véronique Ferreira (PS)
- 33 sièges à pourvoir au conseil municipal (population légale 2022 : 16 786 habitants)
- 2 sièges à pourvoir au conseil communautaire (Bordeaux Métropole)

| Tête de liste | Tête de liste | Parti(s) | Nuance | Premier tour | Premier tour | Second tour | Second tour | Sièges | Sièges |
| Tête de liste | Tête de liste | Parti(s) | Nuance | Voix         | %            | Voix        | %           | CM     | CC     |
| ------------- | ------------- | -------- | ------ | ------------ | ------------ | ----------- | ----------- | ------ | ------ |

### Blaye
- Maire sortant : Denis Baldès (DVG)
- 29 sièges à pourvoir au conseil municipal (population légale 2022 : 5 017 habitants)
- 10 sièges à pourvoir au conseil communautaire (CC de Blaye)

| Tête de liste | Tête de liste | Parti(s) | Nuance | Premier tour | Premier tour | Second tour | Second tour | Sièges | Sièges |
| Tête de liste | Tête de liste | Parti(s) | Nuance | Voix         | %            | Voix        | %           | CM     | CC     |
| ------------- | ------------- | -------- | ------ | ------------ | ------------ | ----------- | ----------- | ------ | ------ |

### Bordeaux
- Maire sortant : Pierre Hurmic (LÉ)
- 65 sièges à pourvoir au conseil municipal (population légale 2022 : 265 328 habitants)
- 35 sièges à pourvoir au conseil communautaire (Bordeaux Métropole)

| Tête de liste            | Tête de liste             | Parti(s) | Nuance | Premier tour | Premier tour | Second tour | Second tour | Sièges | Sièges |
| Tête de liste            | Tête de liste             | Parti(s) | Nuance | Voix         | %            | Voix        | %           | CM     | CC     |
| ------------------------ | ------------------------- | -------- | ------ | ------------ | ------------ | ----------- | ----------- | ------ | ------ |
|                          | Mickael Baubonne          | SE       |        |              |              |             |             |        |        |
|                          | Nathalie Delattre,        | PRV      |        |              |              |             |             |        |        |
|                          | Julie Rechagneux          | RN       |        |              |              |             |             |        |        |
|                          | Virginie Bonthoux Tournay | REC      |        |              |              |             |             |        |        |
|                          |                           |          |        |              |              |             |             |        |        |
| Exprimés                 |                           |          |        |              |              |             |             |        |        |
| Votes blancs             |                           |          |        |              |              |             |             |        |        |
| Votes nuls               |                           |          |        |              |              |             |             |        |        |
| Total                    | Total                     | Total    | Total  |              | 100          |             | 100         | 65     | 35     |
| Absentions               |                           |          |        |              |              |             |             |        |        |
| Inscrits / participation |                           |          |        |              |              |             |             |        |        |

### Le Bouscat
- Maire sortant : Patrick Bobet (LR)
- 35 sièges à pourvoir au conseil municipal (population légale 2022 : 24 262 habitants)
- 3 sièges à pourvoir au conseil communautaire (Bordeaux Métropole)

| Tête de liste | Tête de liste | Parti(s) | Nuance | Premier tour | Premier tour | Second tour | Second tour | Sièges | Sièges |
| Tête de liste | Tête de liste | Parti(s) | Nuance | Voix         | %            | Voix        | %           | CM     | CC     |
| ------------- | ------------- | -------- | ------ | ------------ | ------------ | ----------- | ----------- | ------ | ------ |

### La Brède
- Maire sortant : Michel Dufranc (Agir)
- 27 sièges à pourvoir au conseil municipal (population légale 2022 : 4 423 habitants)
- 5 sièges à pourvoir au conseil communautaire (CC de Montesquieu)

| Tête de liste | Tête de liste | Parti(s) | Nuance | Premier tour | Premier tour | Second tour | Second tour | Sièges | Sièges |
| Tête de liste | Tête de liste | Parti(s) | Nuance | Voix         | %            | Voix        | %           | CM     | CC     |
| ------------- | ------------- | -------- | ------ | ------------ | ------------ | ----------- | ----------- | ------ | ------ |

### Bruges
- Maire sortante : Brigitte Terraza (DVG)
- 35 sièges à pourvoir au conseil municipal (population légale 2022 : 20 382 habitants)
- 2 sièges à pourvoir au conseil communautaire (Bordeaux Métropole)

| Tête de liste | Tête de liste | Parti(s) | Nuance | Premier tour | Premier tour | Second tour | Second tour | Sièges | Sièges |
| Tête de liste | Tête de liste | Parti(s) | Nuance | Voix         | %            | Voix        | %           | CM     | CC     |
| ------------- | ------------- | -------- | ------ | ------------ | ------------ | ----------- | ----------- | ------ | ------ |

### Cadaujac
- Maire sortant : Francis Gazeau (LR)
- 29 sièges à pourvoir au conseil municipal (population légale 2022 : 6 784 habitants)
- 6 sièges à pourvoir au conseil communautaire (CC de Montesquieu)

| Tête de liste | Tête de liste | Parti(s) | Nuance | Premier tour | Premier tour | Second tour | Second tour | Sièges | Sièges |
| Tête de liste | Tête de liste | Parti(s) | Nuance | Voix         | %            | Voix        | %           | CM     | CC     |
| ------------- | ------------- | -------- | ------ | ------------ | ------------ | ----------- | ----------- | ------ | ------ |

### Canéjan
- Maire sortant : Bernard Garrigou (PS)
- 29 sièges à pourvoir au conseil municipal (population légale 2022 : 5 836 habitants)
- 6 sièges à pourvoir au conseil communautaire (CC Jalle Eau Bourde)

| Tête de liste | Tête de liste | Parti(s) | Nuance | Premier tour | Premier tour | Second tour | Second tour | Sièges | Sièges |
| Tête de liste | Tête de liste | Parti(s) | Nuance | Voix         | %            | Voix        | %           | CM     | CC     |
| ------------- | ------------- | -------- | ------ | ------------ | ------------ | ----------- | ----------- | ------ | ------ |

### Carbon-Blanc
- Maire sortant : Patrick Labesse (LÉ)
- 29 sièges à pourvoir au conseil municipal (population légale 2022 : 8 342 habitants)
- 1 siège à pourvoir au conseil communautaire (Bordeaux Métropole)

| Tête de liste | Tête de liste | Parti(s) | Nuance | Premier tour | Premier tour | Second tour | Second tour | Sièges | Sièges |
| Tête de liste | Tête de liste | Parti(s) | Nuance | Voix         | %            | Voix        | %           | CM     | CC     |
| ------------- | ------------- | -------- | ------ | ------------ | ------------ | ----------- | ----------- | ------ | ------ |

### Carignan-de-Bordeaux
- Maire sortant : Thierry Genetay (SE)
- 27 sièges à pourvoir au conseil municipal (population légale 2022 : 4 312 habitants)
- 6 sièges à pourvoir au conseil communautaire (CC des Coteaux Bordelias)

| Tête de liste | Tête de liste | Parti(s) | Nuance | Premier tour | Premier tour | Second tour | Second tour | Sièges | Sièges |
| Tête de liste | Tête de liste | Parti(s) | Nuance | Voix         | %            | Voix        | %           | CM     | CC     |
| ------------- | ------------- | -------- | ------ | ------------ | ------------ | ----------- | ----------- | ------ | ------ |

### Castelnau-de-Médoc
- Maire sortant : Éric Arrigoni (DVC)
- 27 sièges à pourvoir au conseil municipal (population légale 2022 : 4 850 habitants)
- 6 sièges à pourvoir au conseil communautaire (CC Médullienne)

| Tête de liste            | Tête de liste | Parti(s) | Nuance | Premier tour | Premier tour | Second tour | Second tour | Sièges | Sièges |
| Tête de liste            | Tête de liste | Parti(s) | Nuance | Voix         | %            | Voix        | %           | CM     | CC     |
| ------------------------ | ------------- | -------- | ------ | ------------ | ------------ | ----------- | ----------- | ------ | ------ |
|                          | Laurine Jolly | DVG      |        |              |              |             |             |        |        |
|                          |               |          |        |              |              |             |             |        |        |
| Exprimés                 |               |          |        |              |              |             |             |        |        |
| Votes blancs             |               |          |        |              |              |             |             |        |        |
| Votes nuls               |               |          |        |              |              |             |             |        |        |
| Total                    | Total         | Total    | Total  |              | 100          |             | 100         | 27     | 6      |
| Absentions               |               |          |        |              |              |             |             |        |        |
| Inscrits / participation |               |          |        |              |              |             |             |        |        |

### Cenon
- Maire sortant : Jean-François Egron (PS)
- 35 sièges à pourvoir au conseil municipal (population légale 2022 : 26 784 habitants)
- 3 sièges à pourvoir au conseil communautaire (Bordeaux Métropole)

| Tête de liste | Tête de liste | Parti(s) | Nuance | Premier tour | Premier tour | Second tour | Second tour | Sièges | Sièges |
| Tête de liste | Tête de liste | Parti(s) | Nuance | Voix         | %            | Voix        | %           | CM     | CC     |
| ------------- | ------------- | -------- | ------ | ------------ | ------------ | ----------- | ----------- | ------ | ------ |

### Cestas
- Maire sortant : Pierre Ducout (PS)
- 33 sièges à pourvoir au conseil municipal (population légale 2022 : 16 757 habitants)
- 14 sièges à pourvoir au conseil communautaire (CC Jalle Eau Bourde)

| Tête de liste | Tête de liste | Parti(s) | Nuance | Premier tour | Premier tour | Second tour | Second tour | Sièges | Sièges |
| Tête de liste | Tête de liste | Parti(s) | Nuance | Voix         | %            | Voix        | %           | CM     | CC     |
| ------------- | ------------- | -------- | ------ | ------------ | ------------ | ----------- | ----------- | ------ | ------ |

### Coutras
- Maire sortant : Jérôme Cosnard (DVD)
- 29 sièges à pourvoir au conseil municipal (population légale 2022 : 8 695 habitants)
- 6 sièges à pourvoir au conseil communautaire (CA du Libournais)

| Tête de liste | Tête de liste | Parti(s) | Nuance | Premier tour | Premier tour | Second tour | Second tour | Sièges | Sièges |
| Tête de liste | Tête de liste | Parti(s) | Nuance | Voix         | %            | Voix        | %           | CM     | CC     |
| ------------- | ------------- | -------- | ------ | ------------ | ------------ | ----------- | ----------- | ------ | ------ |

### Créon
- Maire sortante : Sylvie Desmond (DVG)
- 27 sièges à pourvoir au conseil municipal (population légale 2022 : 4 863 habitants)
- 9 sièges à pourvoir au conseil communautaire (CC du Créonnais)

| Tête de liste | Tête de liste | Parti(s) | Nuance | Premier tour | Premier tour | Second tour | Second tour | Sièges | Sièges |
| Tête de liste | Tête de liste | Parti(s) | Nuance | Voix         | %            | Voix        | %           | CM     | CC     |
| ------------- | ------------- | -------- | ------ | ------------ | ------------ | ----------- | ----------- | ------ | ------ |

### Eysines
- Maire sortant : Christine Bost (PS)
- 35 sièges à pourvoir au conseil municipal (population légale 2022 : 24 436 habitants)
- 3 sièges à pourvoir au conseil communautaire (Bordeaux Métropole)

| Tête de liste | Tête de liste | Parti(s) | Nuance | Premier tour | Premier tour | Second tour | Second tour | Sièges | Sièges |
| Tête de liste | Tête de liste | Parti(s) | Nuance | Voix         | %            | Voix        | %           | CM     | CC     |
| ------------- | ------------- | -------- | ------ | ------------ | ------------ | ----------- | ----------- | ------ | ------ |

### Floirac
- Maire sortant : Jean-Jacques Puyobrau (PS)
- 33 sièges à pourvoir au conseil municipal (population légale 2022 : 17 939 habitants)
- 2 sièges à pourvoir au conseil communautaire (Bordeaux Métropole)

| Tête de liste | Tête de liste | Parti(s) | Nuance | Premier tour | Premier tour | Second tour | Second tour | Sièges | Sièges |
| Tête de liste | Tête de liste | Parti(s) | Nuance | Voix         | %            | Voix        | %           | CM     | CC     |
| ------------- | ------------- | -------- | ------ | ------------ | ------------ | ----------- | ----------- | ------ | ------ |

### Gradignan
- Maire sortant : Michel Labardin (DVD)
- 35 sièges à pourvoir au conseil municipal (population légale 2022 : 26 186 habitants)
- 3 sièges à pourvoir au conseil communautaire (Bordeaux Métropole)

| Tête de liste | Tête de liste | Parti(s) | Nuance | Premier tour | Premier tour | Second tour | Second tour | Sièges | Sièges |
| Tête de liste | Tête de liste | Parti(s) | Nuance | Voix         | %            | Voix        | %           | CM     | CC     |
| ------------- | ------------- | -------- | ------ | ------------ | ------------ | ----------- | ----------- | ------ | ------ |

### Gujan-Mestras
- Maire sortante : Marie-Hélène des Esgaulx (DVD)
- 35 sièges à pourvoir au conseil municipal (population légale 2022 : 22 643 habitants)
- 14 sièges à pourvoir au conseil communautaire (CA Bassin d'Arcachon Sud)

| Tête de liste | Tête de liste | Parti(s) | Nuance | Premier tour | Premier tour | Second tour | Second tour | Sièges | Sièges |
| Tête de liste | Tête de liste | Parti(s) | Nuance | Voix         | %            | Voix        | %           | CM     | CC     |
| ------------- | ------------- | -------- | ------ | ------------ | ------------ | ----------- | ----------- | ------ | ------ |

### Le Haillan
- Maire sortante : Andréa Kiss (G·s)
- 33 sièges à pourvoir au conseil municipal (population légale 2022 : 11 499 habitants)
- 1 siège à pourvoir au conseil communautaire (Bordeaux Métropole)

| Tête de liste | Tête de liste | Parti(s) | Nuance | Premier tour | Premier tour | Second tour | Second tour | Sièges | Sièges |
| Tête de liste | Tête de liste | Parti(s) | Nuance | Voix         | %            | Voix        | %           | CM     | CC     |
| ------------- | ------------- | -------- | ------ | ------------ | ------------ | ----------- | ----------- | ------ | ------ |

### Hourtin
- Maire sortant : Jean-Marc Signoret (DVD)
- 27 sièges à pourvoir au conseil municipal (population légale 2022 : 4 028 habitants)
- 5 sièges à pourvoir au conseil communautaire (CC Médoc Atlantique)

| Tête de liste | Tête de liste | Parti(s) | Nuance | Premier tour | Premier tour | Second tour | Second tour | Sièges | Sièges |
| Tête de liste | Tête de liste | Parti(s) | Nuance | Voix         | %            | Voix        | %           | CM     | CC     |
| ------------- | ------------- | -------- | ------ | ------------ | ------------ | ----------- | ----------- | ------ | ------ |

### Izon
- Maire sortant : Laurent de Launay (PS)
- 29 sièges à pourvoir au conseil municipal (population légale 2022 : 6 347 habitants)
- 4 sièges à pourvoir au conseil communautaire (CA du Libournais)

| Tête de liste | Tête de liste | Parti(s) | Nuance | Premier tour | Premier tour | Second tour | Second tour | Sièges | Sièges |
| Tête de liste | Tête de liste | Parti(s) | Nuance | Voix         | %            | Voix        | %           | CM     | CC     |
| ------------- | ------------- | -------- | ------ | ------------ | ------------ | ----------- | ----------- | ------ | ------ |

### Lacanau
- Maire sortant : Laurent Peyrondet (MoDem)
- 29 sièges à pourvoir au conseil municipal (population légale 2022 : 5 389 habitants)
- 6 sièges à pourvoir au conseil communautaire (CC Médoc Atlantique)

| Tête de liste | Tête de liste | Parti(s) | Nuance | Premier tour | Premier tour | Second tour | Second tour | Sièges | Sièges |
| Tête de liste | Tête de liste | Parti(s) | Nuance | Voix         | %            | Voix        | %           | CM     | CC     |
| ------------- | ------------- | -------- | ------ | ------------ | ------------ | ----------- | ----------- | ------ | ------ |

### Langon
- Maire sortant : Jérôme Guillem (PS)
- 29 sièges à pourvoir au conseil municipal (population légale 2022 : 7 523 habitants)
- 13 sièges à pourvoir au conseil communautaire (CC du Sud Gironde)

| Tête de liste | Tête de liste | Parti(s) | Nuance | Premier tour | Premier tour | Second tour | Second tour | Sièges | Sièges |
| Tête de liste | Tête de liste | Parti(s) | Nuance | Voix         | %            | Voix        | %           | CM     | CC     |
| ------------- | ------------- | -------- | ------ | ------------ | ------------ | ----------- | ----------- | ------ | ------ |

### Lanton
- Maire sortante : Marie Larrue (DVD)
- 29 sièges à pourvoir au conseil municipal (population légale 2022 : 7 315 habitants)
- 4 sièges à pourvoir au conseil communautaire (CA du Bassin d'Arcachon Nord)

| Tête de liste | Tête de liste | Parti(s) | Nuance | Premier tour | Premier tour | Second tour | Second tour | Sièges | Sièges |
| Tête de liste | Tête de liste | Parti(s) | Nuance | Voix         | %            | Voix        | %           | CM     | CC     |
| ------------- | ------------- | -------- | ------ | ------------ | ------------ | ----------- | ----------- | ------ | ------ |

### Lège-Cap-Ferret
- Maire sortant : Philippe Le Harivel de Gonneville (DVD)
- 29 sièges à pourvoir au conseil municipal (population légale 2022 : 8 051 habitants)
- 5 sièges à pourvoir au conseil communautaire (CA du Bassin d'Arcachon Nord)

| Tête de liste | Tête de liste | Parti(s) | Nuance | Premier tour | Premier tour | Second tour | Second tour | Sièges | Sièges |
| Tête de liste | Tête de liste | Parti(s) | Nuance | Voix         | %            | Voix        | %           | CM     | CC     |
| ------------- | ------------- | -------- | ------ | ------------ | ------------ | ----------- | ----------- | ------ | ------ |

### Léognan
- Maire sortant : Laurent Barban (PS)
- 33 sièges à pourvoir au conseil municipal (population légale 2022 : 10 723 habitants)
- 10 sièges à pourvoir au conseil communautaire (CC de Montesquieu)

| Tête de liste | Tête de liste | Parti(s) | Nuance | Premier tour | Premier tour | Second tour | Second tour | Sièges | Sièges |
| Tête de liste | Tête de liste | Parti(s) | Nuance | Voix         | %            | Voix        | %           | CM     | CC     |
| ------------- | ------------- | -------- | ------ | ------------ | ------------ | ----------- | ----------- | ------ | ------ |

### Lesparre-Médoc
- Maire sortant : Bernard Guiraud (DVG)
- 29 sièges à pourvoir au conseil municipal (population légale 2022 : 5 862 habitants)
- 8 sièges à pourvoir au conseil communautaire (CC Médoc Cœur de Presqu'île)

| Tête de liste | Tête de liste | Parti(s) | Nuance | Premier tour | Premier tour | Second tour | Second tour | Sièges | Sièges |
| Tête de liste | Tête de liste | Parti(s) | Nuance | Voix         | %            | Voix        | %           | CM     | CC     |
| ------------- | ------------- | -------- | ------ | ------------ | ------------ | ----------- | ----------- | ------ | ------ |

### Libourne
- Maire sortant : Philippe Buisson (DVG)
- 35 sièges à pourvoir au conseil municipal (population légale 2022 : 24 668 habitants)
- 20 sièges à pourvoir au conseil communautaire (CA du Libournais)

| Tête de liste | Tête de liste | Parti(s) | Nuance | Premier tour | Premier tour | Second tour | Second tour | Sièges | Sièges |
| Tête de liste | Tête de liste | Parti(s) | Nuance | Voix         | %            | Voix        | %           | CM     | CC     |
| ------------- | ------------- | -------- | ------ | ------------ | ------------ | ----------- | ----------- | ------ | ------ |

### Lormont
- Maire sortant : Jean Touzeau (PS)
- 35 sièges à pourvoir au conseil municipal (population légale 2022 : 24 654 habitants)
- 3 sièges à pourvoir au conseil communautaire (Bordeaux Métropole)

| Tête de liste | Tête de liste | Parti(s) | Nuance | Premier tour | Premier tour | Second tour | Second tour | Sièges | Sièges |
| Tête de liste | Tête de liste | Parti(s) | Nuance | Voix         | %            | Voix        | %           | CM     | CC     |
| ------------- | ------------- | -------- | ------ | ------------ | ------------ | ----------- | ----------- | ------ | ------ |

### Ludon-Médoc
- Maire sortant : Philippe Ducamp (DVG)
- 29 sièges à pourvoir au conseil municipal (population légale 2022 : 5 466 habitants)
- 5 sièges à pourvoir au conseil communautaire (CC Médoc Estuaire)

| Tête de liste | Tête de liste | Parti(s) | Nuance | Premier tour | Premier tour | Second tour | Second tour | Sièges | Sièges |
| Tête de liste | Tête de liste | Parti(s) | Nuance | Voix         | %            | Voix        | %           | CM     | CC     |
| ------------- | ------------- | -------- | ------ | ------------ | ------------ | ----------- | ----------- | ------ | ------ |

### Macau
- Maire sortante : Chrystel Colmont-Digneau (DVG)
- 27 sièges à pourvoir au conseil municipal (population légale 2022 : 4 575 habitants)
- 5 sièges à pourvoir au conseil communautaire (CC Médoc Estuaire)

| Tête de liste | Tête de liste | Parti(s) | Nuance | Premier tour | Premier tour | Second tour | Second tour | Sièges | Sièges |
| Tête de liste | Tête de liste | Parti(s) | Nuance | Voix         | %            | Voix        | %           | CM     | CC     |
| ------------- | ------------- | -------- | ------ | ------------ | ------------ | ----------- | ----------- | ------ | ------ |

### Marcheprime
- Maire sortant : Manuel Martinez (PS)
- 29 sièges à pourvoir au conseil municipal (population légale 2022 : 5 637 habitants)
- 3 sièges à pourvoir au conseil communautaire (CA du Bassin d'Arcachon Nord)

| Tête de liste | Tête de liste | Parti(s) | Nuance | Premier tour | Premier tour | Second tour | Second tour | Sièges | Sièges |
| Tête de liste | Tête de liste | Parti(s) | Nuance | Voix         | %            | Voix        | %           | CM     | CC     |
| ------------- | ------------- | -------- | ------ | ------------ | ------------ | ----------- | ----------- | ------ | ------ |

### Martignas-sur-Jalle
- Maire sortant : Jérôme Pescina (DVD)
- 29 sièges à pourvoir au conseil municipal (population légale 2022 : 7 959 habitants)
- 1 siège à pourvoir au conseil communautaire (Bordeaux Métropole)

| Tête de liste | Tête de liste | Parti(s) | Nuance | Premier tour | Premier tour | Second tour | Second tour | Sièges | Sièges |
| Tête de liste | Tête de liste | Parti(s) | Nuance | Voix         | %            | Voix        | %           | CM     | CC     |
| ------------- | ------------- | -------- | ------ | ------------ | ------------ | ----------- | ----------- | ------ | ------ |

### Mérignac
- Maire sortant : Thierry Trijoulet (PS)
- 49 sièges à pourvoir au conseil municipal (population légale 2022 : 77 136 habitants)
- 9 sièges à pourvoir au conseil communautaire (Bordeaux Métropole)

| Tête de liste | Tête de liste | Parti(s) | Nuance | Premier tour | Premier tour | Second tour | Second tour | Sièges | Sièges |
| Tête de liste | Tête de liste | Parti(s) | Nuance | Voix         | %            | Voix        | %           | CM     | CC     |
| ------------- | ------------- | -------- | ------ | ------------ | ------------ | ----------- | ----------- | ------ | ------ |

### Mios
- Maire sortant : Cédric Pain (PS)
- 33 sièges à pourvoir au conseil municipal (population légale 2022 : 11 756 habitants)
- 6 sièges à pourvoir au conseil communautaire (CA du Bassin d'Arcachon Nord)

| Tête de liste | Tête de liste | Parti(s) | Nuance | Premier tour | Premier tour | Second tour | Second tour | Sièges | Sièges |
| Tête de liste | Tête de liste | Parti(s) | Nuance | Voix         | %            | Voix        | %           | CM     | CC     |
| ------------- | ------------- | -------- | ------ | ------------ | ------------ | ----------- | ----------- | ------ | ------ |

### Parempuyre
- Maire sortante : Béatrice de François (PS)
- 33 sièges à pourvoir au conseil municipal (population légale 2022 : 10 407 habitants)
- 1 siège à pourvoir au conseil communautaire (Bordeaux Métropole)

| Tête de liste | Tête de liste | Parti(s) | Nuance | Premier tour | Premier tour | Second tour | Second tour | Sièges | Sièges |
| Tête de liste | Tête de liste | Parti(s) | Nuance | Voix         | %            | Voix        | %           | CM     | CC     |
| ------------- | ------------- | -------- | ------ | ------------ | ------------ | ----------- | ----------- | ------ | ------ |

### Pauillac
- Maire sortant : Florent Fatin (UDI)
- 29 sièges à pourvoir au conseil municipal (population légale 2022 : 5 165 habitants)
- 7 sièges à pourvoir au conseil communautaire (CC Médoc Cœur de Presqu'île)

| Tête de liste | Tête de liste | Parti(s) | Nuance | Premier tour | Premier tour | Second tour | Second tour | Sièges | Sièges |
| Tête de liste | Tête de liste | Parti(s) | Nuance | Voix         | %            | Voix        | %           | CM     | CC     |
| ------------- | ------------- | -------- | ------ | ------------ | ------------ | ----------- | ----------- | ------ | ------ |

### Pessac
- Maire sortant : Franck Raynal (HOR)
- 49 sièges à pourvoir au conseil municipal (population légale 2022 : 66 874 habitants)
- 8 sièges à pourvoir au conseil communautaire (Bordeaux Métropole)

| Tête de liste | Tête de liste | Parti(s) | Nuance | Premier tour | Premier tour | Second tour | Second tour | Sièges | Sièges |
| Tête de liste | Tête de liste | Parti(s) | Nuance | Voix         | %            | Voix        | %           | CM     | CC     |
| ------------- | ------------- | -------- | ------ | ------------ | ------------ | ----------- | ----------- | ------ | ------ |

### Le Pian-Médoc
- Maire sortant : Didier Mau (HOR)
- 29 sièges à pourvoir au conseil municipal (population légale 2022 : 7 198 habitants)
- 8 sièges à pourvoir au conseil communautaire (CC Médoc Estuaire)

| Tête de liste | Tête de liste | Parti(s) | Nuance | Premier tour | Premier tour | Second tour | Second tour | Sièges | Sièges |
| Tête de liste | Tête de liste | Parti(s) | Nuance | Voix         | %            | Voix        | %           | CM     | CC     |
| ------------- | ------------- | -------- | ------ | ------------ | ------------ | ----------- | ----------- | ------ | ------ |

### Pineuilh
- Maire sortant : Didier Teyssandier (DVD)
- 27 sièges à pourvoir au conseil municipal (population légale 2022 : 4 447 habitants)
- 10 sièges à pourvoir au conseil communautaire (CC du Pays Foyen)

| Tête de liste | Tête de liste | Parti(s) | Nuance | Premier tour | Premier tour | Second tour | Second tour | Sièges | Sièges |
| Tête de liste | Tête de liste | Parti(s) | Nuance | Voix         | %            | Voix        | %           | CM     | CC     |
| ------------- | ------------- | -------- | ------ | ------------ | ------------ | ----------- | ----------- | ------ | ------ |

### La Réole
- Maire sortant : Bruno Marty (PS)
- 27 sièges à pourvoir au conseil municipal (population légale 2022 : 4 441 habitants)
- 10 sièges à pourvoir au conseil communautaire (CC du Réolais en Sud Gironde)

| Tête de liste | Tête de liste | Parti(s) | Nuance | Premier tour | Premier tour | Second tour | Second tour | Sièges | Sièges |
| Tête de liste | Tête de liste | Parti(s) | Nuance | Voix         | %            | Voix        | %           | CM     | CC     |
| ------------- | ------------- | -------- | ------ | ------------ | ------------ | ----------- | ----------- | ------ | ------ |

### Sadirac
- Maire sortant : Patrick Gomez (DVD)
- 27 sièges à pourvoir au conseil municipal (population légale 2022 : 4 718 habitants)
- 8 sièges à pourvoir au conseil communautaire (CC du Créonnais)

| Tête de liste | Tête de liste | Parti(s) | Nuance | Premier tour | Premier tour | Second tour | Second tour | Sièges | Sièges |
| Tête de liste | Tête de liste | Parti(s) | Nuance | Voix         | %            | Voix        | %           | CM     | CC     |
| ------------- | ------------- | -------- | ------ | ------------ | ------------ | ----------- | ----------- | ------ | ------ |

### Saint-André-de-Cubzac
- Maire sortante : Célia Monseigne (PS)
- 33 sièges à pourvoir au conseil municipal (population légale 2022 : 12 786 habitants)
- 10 sièges à pourvoir au conseil communautaire (CC du Grand Cubzaguais)

| Tête de liste | Tête de liste | Parti(s) | Nuance | Premier tour | Premier tour | Second tour | Second tour | Sièges | Sièges |
| Tête de liste | Tête de liste | Parti(s) | Nuance | Voix         | %            | Voix        | %           | CM     | CC     |
| ------------- | ------------- | -------- | ------ | ------------ | ------------ | ----------- | ----------- | ------ | ------ |

### Saint-Aubin-de-Médoc
- Maire sortant : Christophe Duprat (LR)
- 29 sièges à pourvoir au conseil municipal (population légale 2022 : 7 764 habitants)
- 1 siège à pourvoir au conseil communautaire (Bordeaux Métropole)

| Tête de liste | Tête de liste | Parti(s) | Nuance | Premier tour | Premier tour | Second tour | Second tour | Sièges | Sièges |
| Tête de liste | Tête de liste | Parti(s) | Nuance | Voix         | %            | Voix        | %           | CM     | CC     |
| ------------- | ------------- | -------- | ------ | ------------ | ------------ | ----------- | ----------- | ------ | ------ |

### Saint-Denis-de-Pile
- Maire sortante : Fabienne Fonteneau (PS)
- 29 sièges à pourvoir au conseil municipal (population légale 2022 : 5 916 habitants)
- 4 sièges à pourvoir au conseil communautaire (CA du Libournais)

| Tête de liste | Tête de liste | Parti(s) | Nuance | Premier tour | Premier tour | Second tour | Second tour | Sièges | Sièges |
| Tête de liste | Tête de liste | Parti(s) | Nuance | Voix         | %            | Voix        | %           | CM     | CC     |
| ------------- | ------------- | -------- | ------ | ------------ | ------------ | ----------- | ----------- | ------ | ------ |

### Saint-Jean-d'Illac
- Maire sortant : Édouard Quintano (DVG)
- 29 sièges à pourvoir au conseil municipal (population légale 2022 : 9 702 habitants)
- 8 sièges à pourvoir au conseil communautaire (CC Jalle Eau Bourde)

| Tête de liste | Tête de liste | Parti(s) | Nuance | Premier tour | Premier tour | Second tour | Second tour | Sièges | Sièges |
| Tête de liste | Tête de liste | Parti(s) | Nuance | Voix         | %            | Voix        | %           | CM     | CC     |
| ------------- | ------------- | -------- | ------ | ------------ | ------------ | ----------- | ----------- | ------ | ------ |

### Saint-Laurent-Médoc
- Maire sortant : Jean-Marie Féron (DVD)
- 27 sièges à pourvoir au conseil municipal (population légale 2022 : 4 950 habitants)
- 6 sièges à pourvoir au conseil communautaire (CC Médoc Cœur de Presqu'île)

| Tête de liste | Tête de liste | Parti(s) | Nuance | Premier tour | Premier tour | Second tour | Second tour | Sièges | Sièges |
| Tête de liste | Tête de liste | Parti(s) | Nuance | Voix         | %            | Voix        | %           | CM     | CC     |
| ------------- | ------------- | -------- | ------ | ------------ | ------------ | ----------- | ----------- | ------ | ------ |

### Saint-Loubès
- Maire sortante : Emmanuelle Favre (SE)
- 33 sièges à pourvoir au conseil municipal (population légale 2022 : 10 057 habitants)
- 7 sièges à pourvoir au conseil communautaire (CC Les Rives de la Laurence)

| Tête de liste | Tête de liste | Parti(s) | Nuance | Premier tour | Premier tour | Second tour | Second tour | Sièges | Sièges |
| Tête de liste | Tête de liste | Parti(s) | Nuance | Voix         | %            | Voix        | %           | CM     | CC     |
| ------------- | ------------- | -------- | ------ | ------------ | ------------ | ----------- | ----------- | ------ | ------ |

### Saint-Médard-en-Jalles
- Maire sortant : Stéphane Delpeyrat-Vincent (PS)
- 39 sièges à pourvoir au conseil municipal (population légale 2022 : 32 749 habitants)
- 4 sièges à pourvoir au conseil communautaire (Bordeaux Métropole)

| Tête de liste | Tête de liste | Parti(s) | Nuance | Premier tour | Premier tour | Second tour | Second tour | Sièges | Sièges |
| Tête de liste | Tête de liste | Parti(s) | Nuance | Voix         | %            | Voix        | %           | CM     | CC     |
| ------------- | ------------- | -------- | ------ | ------------ | ------------ | ----------- | ----------- | ------ | ------ |

### Saint-Sulpice-et-Cameyrac
- Maire sortant : Pierre Cotsas (UDI)
- 27 sièges à pourvoir au conseil municipal (population légale 2022 : 4 879 habitants)
- 3 sièges à pourvoir au conseil communautaire (CC Les Rives de la Laurence)

| Tête de liste | Tête de liste | Parti(s) | Nuance | Premier tour | Premier tour | Second tour | Second tour | Sièges | Sièges |
| Tête de liste | Tête de liste | Parti(s) | Nuance | Voix         | %            | Voix        | %           | CM     | CC     |
| ------------- | ------------- | -------- | ------ | ------------ | ------------ | ----------- | ----------- | ------ | ------ |

### Sainte-Eulalie
- Maire sortant : Hubert Laporte (UDI)
- 27 sièges à pourvoir au conseil municipal (population légale 2022 : 4 922 habitants)
- 3 sièges à pourvoir au conseil communautaire (CC Les Rives de la Laurence)

| Tête de liste | Tête de liste | Parti(s) | Nuance | Premier tour | Premier tour | Second tour | Second tour | Sièges | Sièges |
| Tête de liste | Tête de liste | Parti(s) | Nuance | Voix         | %            | Voix        | %           | CM     | CC     |
| ------------- | ------------- | -------- | ------ | ------------ | ------------ | ----------- | ----------- | ------ | ------ |

### Salles
- Maire sortant : Bruno Bureau (PP)
- 29 sièges à pourvoir au conseil municipal (population légale 2022 : 8 128 habitants)
- 10 sièges à pourvoir au conseil communautaire (CC du Val de l'Eyre)

| Tête de liste | Tête de liste | Parti(s) | Nuance | Premier tour | Premier tour | Second tour | Second tour | Sièges | Sièges |
| Tête de liste | Tête de liste | Parti(s) | Nuance | Voix         | %            | Voix        | %           | CM     | CC     |
| ------------- | ------------- | -------- | ------ | ------------ | ------------ | ----------- | ----------- | ------ | ------ |

### Le Taillan-Médoc
- Maire sortant : Éric Cabrillat (DVC)
- 33 sièges à pourvoir au conseil municipal (population légale 2022 : 10 966 habitants)
- 1 siège à pourvoir au conseil communautaire (Bordeaux Métropole)

| Tête de liste | Tête de liste | Parti(s) | Nuance | Premier tour | Premier tour | Second tour | Second tour | Sièges | Sièges |
| Tête de liste | Tête de liste | Parti(s) | Nuance | Voix         | %            | Voix        | %           | CM     | CC     |
| ------------- | ------------- | -------- | ------ | ------------ | ------------ | ----------- | ----------- | ------ | ------ |

### Talence
- Maire sortant : Emmanuel Sallaberry (DVC)
- 43 sièges à pourvoir au conseil municipal (population légale 2022 : 45 869 habitants)
- 6 sièges à pourvoir au conseil communautaire (Bordeaux Métropole)

| Tête de liste | Tête de liste | Parti(s) | Nuance | Premier tour | Premier tour | Second tour | Second tour | Sièges | Sièges |
| Tête de liste | Tête de liste | Parti(s) | Nuance | Voix         | %            | Voix        | %           | CM     | CC     |
| ------------- | ------------- | -------- | ------ | ------------ | ------------ | ----------- | ----------- | ------ | ------ |

### Le Teich
- Maire sortante : Karine Desmoulin (PS)
- 39 sièges à pourvoir au conseil municipal (population légale 2022 : 9 213 habitants)
- 5 sièges à pourvoir au conseil communautaire (CA Bassin d'Arcachon Sud)

| Tête de liste | Tête de liste | Parti(s) | Nuance | Premier tour | Premier tour | Second tour | Second tour | Sièges | Sièges |
| Tête de liste | Tête de liste | Parti(s) | Nuance | Voix         | %            | Voix        | %           | CM     | CC     |
| ------------- | ------------- | -------- | ------ | ------------ | ------------ | ----------- | ----------- | ------ | ------ |

### La Teste-de-Buch
- Maire sortant : Patrick Davet (LR)
- 35 sièges à pourvoir au conseil municipal (population légale 2022 : 27 141 habitants)
- 18 sièges à pourvoir au conseil communautaire (CA Bassin d'Arcachon Sud)

| Tête de liste | Tête de liste | Parti(s) | Nuance | Premier tour | Premier tour | Second tour | Second tour | Sièges | Sièges |
| Tête de liste | Tête de liste | Parti(s) | Nuance | Voix         | %            | Voix        | %           | CM     | CC     |
| ------------- | ------------- | -------- | ------ | ------------ | ------------ | ----------- | ----------- | ------ | ------ |

### Tresses
- Maire sortant : Christian Soubie (DVG)
- 29 sièges à pourvoir au conseil municipal (population légale 2022 : 5 188 habitants)
- 7 sièges à pourvoir au conseil communautaire (CC des Coteaux Bordelais)

| Tête de liste | Tête de liste | Parti(s) | Nuance | Premier tour | Premier tour | Second tour | Second tour | Sièges | Sièges |
| Tête de liste | Tête de liste | Parti(s) | Nuance | Voix         | %            | Voix        | %           | CM     | CC     |
| ------------- | ------------- | -------- | ------ | ------------ | ------------ | ----------- | ----------- | ------ | ------ |

### Vayres
- Maire sortant : Jacques Legrand (SE)
- 27 sièges à pourvoir au conseil municipal (population légale 2022 : 4 414 habitants)
- 3 sièges à pourvoir au conseil communautaire (CA du Libournais)

| Tête de liste | Tête de liste | Parti(s) | Nuance | Premier tour | Premier tour | Second tour | Second tour | Sièges | Sièges |
| Tête de liste | Tête de liste | Parti(s) | Nuance | Voix         | %            | Voix        | %           | CM     | CC     |
| ------------- | ------------- | -------- | ------ | ------------ | ------------ | ----------- | ----------- | ------ | ------ |

### Villenave-d'Ornon
- Maire sortant : Michel Poignonec (DVD)
- 43 sièges à pourvoir au conseil municipal (population légale 2022 : 42 185 habitants)
- 4 sièges à pourvoir au conseil communautaire (Bordeaux Métropole)

| Tête de liste | Tête de liste | Parti(s) | Nuance | Premier tour | Premier tour | Second tour | Second tour | Sièges | Sièges |
| Tête de liste | Tête de liste | Parti(s) | Nuance | Voix         | %            | Voix        | %           | CM     | CC     |
| ------------- | ------------- | -------- | ------ | ------------ | ------------ | ----------- | ----------- | ------ | ------ |